# Louis Casely-Hayford
Pour les articles homonymes, voir Casely-Hayford.
 (juin 2025).
Si vous disposez d'ouvrages ou d'articles de référence ou si vous connaissez des sites web de qualité traitant du thème abordé ici, merci de compléter l'article en donnant les références utiles à sa vérifiabilité et en les liant à la section « Notes et références ».
 (mai 2025).
La mise en forme du texte ne suit pas les recommandations de Wikipédia : il faut le « wikifier ».
Les points d'amélioration suivants sont les cas les plus fréquents. Le détail des points à revoir est peut-être précisé sur la page de discussion.
- Les titres sont pré-formatés par le logiciel. Ils ne sont ni en capitales, ni en gras.
- Le texte ne doit pas être écrit en capitales (les noms de famille non plus), ni en gras, ni en italique, ni en « petit »…
- Le gras n'est utilisé que pour surligner le titre de l'article dans l'introduction, une seule fois.
- L'italique est rarement utilisé : mots en langue étrangère, titres d'œuvres, noms de bateaux, etc.
- Les citations ne sont pas en italique mais en corps de texte normal. Elles sont entourées par des guillemets français : « et ».
- Les listes à puces sont à éviter, des paragraphes rédigés étant largement préférés. Les tableaux sont à réserver à la présentation de données structurées (résultats, etc.).
- Les appels de note de bas de page (petits chiffres en exposant, introduits par l'outil «  Source ») sont à placer entre la fin de phrase et le point final[comme ça].
- Les liens internes (vers d'autres articles de Wikipédia) sont à choisir avec parcimonie. Créez des liens vers des articles approfondissant le sujet. Les termes génériques sans rapport avec le sujet sont à éviter, ainsi que les répétitions de liens vers un même terme.
- Les liens externes sont à placer uniquement dans une section « Liens externes », à la fin de l'article. Ces liens sont à choisir avec parcimonie suivant les règles définies. Si un lien sert de source à l'article, son insertion dans le texte est à faire par les notes de bas de page.
- La présentation des références doit suivre les conventions bibliographiques. Il est recommandé d'utiliser les modèles {{Ouvrage}}, {{Chapitre}}, {{Article}}, {{Lien web}} et/ou {{Bibliographie}}. Le mode d'édition visuel peut mettre en forme automatiquement les références.
- Insérer une infobox (cadre d'informations à droite) n'est pas obligatoire pour parachever la mise en page.

Pour une aide détaillée, merci de consulter Aide:Wikification.
Si vous pensez que ces points ont été résolus, vous pouvez retirer ce bandeau et améliorer la mise en forme d'un autre article.
Louis Casely-Hayford, né 13 juillet 1936 et mort le 24 novembre 2014, est un ingénieur agréé ghanéen qui a été le troisième PDG de la Volta River Authority (en) (VRA) de 1980 à 1991. Il était PDG de la VRA lorsque le plan directeur pour l'extension de l'électricité aux régions du nord du Ghana a été conçu. Il a dirigé la création de l’école de formation VRA, qui a formé des ingénieurs, des techniciens et d’autres disciplines nécessaires pour soutenir le secteur de l’énergie au Ghana. Casely-Hayford a également joué un rôle monumental en tant que PDG dans le développement du projet Kpong Power.

## Biographie

### Jeunesse
Louis Casely-Hayford nait à Takoradi, Gold Coast (aujourd'hui Ghana), le 13 juillet 1936 d'Archie Casely-Hayford et de Essie Casely-Hayford. Il est le frère de Beattie Casely-Hayford (en) et Desiree Casely-Hayford.
Son grand-père Joseph Ephraim Casely-Hayford et son arrière-grand-père, le révérend Joseph De-Graft Hayford, un ministre méthodiste, sont des membres influents de la Confédération Fante de 1867. Son grand-père, J.E. Casely Hayford, est l’un des Africains les plus célèbres de son époque, défendant la nécessité pour les pays africains de s’unir pour leur émancipation éventuelle – politique, économique et sociale – qui s’exprime ensuite par la création de l'Organisation de l'unité africaine (OUA), aujourd’hui l’Union africaine (UA).
Le grand-père de Louis est un père de famille qui accorde de l’importance à l’éducation et à la formation de ses enfants. En conséquence, Louis a 12 oncles et tantes bien éduqués vers lesquels se tourner, en plus de son père Archie Casely-Hayford, qui est un avocat bien connu, une personnalité publique et un homme politique accompli, le plus célèbre des Casely-Hayford jusqu'alors.  

### Famille
Louis est marié à Fredericka Casely-Hayford (née Lutterodt) et a cinq enfants : Josephine Casely-Hayford, Louisa Casely Hayford, Dennis Casely Hayford, Harold Casely Hayford et Sharon Casely Hayford.

### Éducation
Casely-Hayford fréquente le Collège Adisadel, Cape Coast, de 1948 à 1952, puis le Dulwich College, Londres, de 1952 à 1955. En octobre 1956, il entre à la Faculté de technologie de l'Université de Manchester, où il obtient son Bachelor of Science in Information Technology (BSc Tech, Hons) en juillet 1959 et sa maîtrise en sciences en 1960.

### Carrière professionnelle
Le 25 octobre 1962, après son retour au Ghana, Casely-Hayford rejoint la Volta River Authority (en) (VRA) en tant qu'ingénieur en mécanique. Il grimpe les échelons, d'ingénieur en maintenance mécanique en 1964, à ingénieur superviseur en maintenance mécanique en 1969, à directeur adjoint par intérim des opérations énergétiques en 1971 et à directeur adjoint confirmé des opérations énergétiques (production et maintenance des centrales) en 1972. En 1974, il est nommé directeur de l'ingénierie par intérim et confirmé comme directeur de l'ingénierie en 1975.
En 1977, il est nommé directeur général adjoint par intérim et confirmé la même année comme directeur général adjoint. Le 22 juin 1980, il est nommé directeur général de la Volta River Authority. Après un service long et productif, il prend sa retraite de la VRA le 31 décembre 1990.
Il accumule beaucoup de connaissances et d'expérience en voyageant dans de nombreuses installations électriques à travers le monde, notamment en visitant les usines Hitachi au Japon en 1969 et la Snowy Mountains Engineering Corporation (en) en Australie en 1976 pour examiner le projet de rapport d'étude de faisabilité sur le projet hydroélectrique de Bui. Il a été affecté à Ontario Hydro, Canada, en 1964 et de nouveau en 1978, où il a participé au rapport final du Power Equipment Review Board de la Volta River Authority.

#### Autorité du fleuve Volta
Les contributions de Casely-Hayford à la VRA et, par conséquent, au processus de développement du Ghana sont nombreuses. Il croyait en la vision d'une coopération sous-régionale bénéfique en Afrique de l'Ouest et joue un rôle central dans la réalisation du projet d'interconnexion électrique Ghana- Togo - Bénin et l'interconnexion des systèmes électriques Ghana- Côte d'Ivoire.
En tant que directeur général de la VRA, il se concentre sur le développement des ressources humaines et du leadership. Il crée l’école de formation VRA qui forme des ingénieurs, des techniciens et d’autres disciplines nécessaires pour soutenir le secteur de l’énergie. Casely-Hayford est le cerveau derrière l'extension du pouvoir au secteur nord du pays et la transformation du canton d'Akosombo. Ce projet a posé les bases infrastructurelles pour la poursuite d’une vision d’électrification véritablement nationale.
Casely-Hayford a beaucoup voyagé pour solliciter du soutien et du financement pour la construction d’un deuxième projet hydroélectrique au Ghana. Après avoir obtenu les fonds, il a supervisé la construction de la centrale électrique de Kpong et du système d’irrigation associé.

### Connaissances technologiques
La VRA bénéficie énormément de sa fascination pour les connaissances en matière d’innovations technologiques susceptibles d’améliorer la productivité de toute institution. Grâce à ses efforts de leadership, la VRA a pu obtenir le dernier ordinateur Apple Macintosh de l'époque pour faciliter la production de la première édition du bulletin d'information dans l'institution et a ensuite maintenu une position enviable comme l'un des principaux adoptants de systèmes de technologie de l'information au Ghana.  
Il considère comme moralement inacceptable que les familles nombreuses de jeunes employés vivent dans des logements d'une seule pièce appelés « 2 en 1 » tandis que les familles majoritairement petites de cadres supérieurs vivent dans des maisons de trois pièces. Il a donc introduit une politique au sein de la VRA visant à fournir des maisons de trois chambres à tout le personnel.
Il est également préoccupé par les conditions sordides de ceux qui vivent dans le bidonville non planifié, appelé « combiner », qui s'est développé à l'entrée d'Akosombo. Ainsi, lorsqu'il devient directeur général de la VRA, il veille à leur relocalisation et à leur réinstallation et réalise ainsi sa vision d'un futur Akosombo où chacun aurait un logement décent.
Au-delà du monde de la VRA, son sens de la responsabilité sociale des entreprises s’est illustré par sa contribution au développement des services médicaux et de l’école internationale d’Akosombo (en), entre autres initiatives.
Ingénieur agréé (en), Casely-Hayford détient également les qualifications d'associé du Manchester College of Science and Technology (en) (AMCST), de membre de l'Institute of Mechanical Engineers (en) (MI Mech. E) et de Fellow de l'Institut ghanéen des ingénieurs (en) (F.Gh.1. E.).

### Autres postes
En plus de son rôle à la VRA, Casely-Hayford est membre du Comité consultatif technique du gouvernement sur l'énergie (1979), de la Ghana Tourist Development Company, du Comité gouvernemental pour la renégociation de l'accord-cadre de la Volta et simultanément du National Energy Board (1985-1989). Il est également président de plusieurs comités tels que le Comité d'audit technique des sociétés publiques (1981) et le Comité spécial nommé par le gouvernement pour recommander la réorganisation de l'industrie pétrolière au Ghana (1987).
Casely-Hayford est un ancien président du conseil d'administration de l'Université des sciences et technologies Kwame Nkrumah. Il a également occupé le poste de président du conseil de l’enseignement supérieur du Ghana.

## Honneurs
En reconnaissance de ses diverses contributions au Ghana, il reçoit un certificat d'honneur en 1987 à l'occasion du 50e anniversaire du règne d'Odeneho Kwafo Akoto II. Il est élevé au poste de Barima en reconnaissance de son service à la région traditionnelle d'Akwamu. En 2003, il reçoit un doctorat honoris causa en sciences (DSc) de l'Université des sciences et technologies Kwame Nkrumah.
En 2011, la VRA lui décerne un prix du mérite à l’occasion du 50e anniversaire pour sa contribution significative à la mise en œuvre du projet Akosombo et à l’exploitation des installations électriques.
Casely-Hayford est décédé le 24 novembre 2014. Une cérémonie commémorative a été organisée en son honneur par la VRA.